# Khulna (stad)
Khulna is een stad in Bangladesh. De stad is zowel de hoofdstad van de divisie Khulna als van het district Khulna. De stad telt ongeveer 600.000 inwoners en de metropool ongeveer 1,3 miljoen. De stad is de op twee na grootste stad van Bangladesh.